# Les closes Boues
Les closes Boues o antic estany de Boada es localitzen al municipi de Palau-sator, a tocar de Can Bac, prop del nucli de Sant Julià de Boada, i pertanyen a la subconca hidrogràfica del Daró.
En anys plujosos la inundació hi sol ser permanent i la zona és aprofitada com a prats de pastura humits. En anys de sequera,
però, la zona és conreada (per fer-hi blat de moro i arròs).
Les closes Boues o closes Fondes representen les restes de l'antic estany de Boada que fou dessecat a mitjans del segle xviii. Fins fa pocs anys aquest espai abastava fins a 14 hectàrees de superfície, degut al fet que el rec de drenatge s'havia obturat. Tanmateix, de fa uns anys la zona ha estat reconvertida en arrossars, i la zona humida s'ha vist molt reduïda pel que fa a la seva extensió. Antigament aquest estany limitava amb l'estany de Pals, situat a l'est de Can Bac.
Les zones d'inundació més permanents estan colonitzades pel canyissar. La comunitat de Potamogeton pectinatus (hàbitat d'interès comunitari, codi 3150) entapissa el fons de les closes Boues. En un petit sector de l'espai, i resseguint
el camí que travessa l'espai s'hi fa un petit tamarigar (hàbitat d'interès comunitari, codi 92D0).
El principal interès ecològic o conservacionista d'aquest espai rau en el fet de ser una zona molt important per al descans d'ocells aquàtics i fins i tot s'hi han observat intents de cria de l'agró roig (Ardea purpurea) i l'arpella (Circus aeruginosus).
El camí de vianants que delimita l'espai disposa de dues plataformes d'observació. La principal amenaça per l'espai és l'extensió dels cultius, encara que avui la llacuna principal es troba força consolidada. Cal però mantenir els elements d'interès i potenciar el restabliment d'aquells altres susceptibles de recuperació.